# Skyclad
A Skyclad angol folk-metal együttes, thrash metalos beütésekkel. 1990-ben alakultak meg Newcastle-ben. A zenekar a folk metal műfaj úttörőjének számít, hiszen ők tekinthetők a műfaj legelső képviselőjének. Steve Ramsey gitáros és Graeme "Bean" English basszusgitáros jelenleg a Satan zenekar tagja is.

## Tagok
- Steve Ramsey - gitár (1990-)
- Graeme English - basszusgitár (1990-)
- Dave Pugh - gitár (1991-1995, 2014-)
- Geordina Briddle - hegedű (1994-)
- Kevin Ridley - ének (2001-), billentyűk, gitár (1998-), producer (1990-)
- Aaron Walton - dob (2001-)

## Diszkográfia

### Stúdióalbumok
- The Wayward Sons of Mother Earth (1991)
- A Burnt Offering for the Bone Idol (1992)
- Jonah's Ark (1993)
- Prince of the Poverty Line (1994)
- The Silent Whales of Lunar Sea (1995)
- Irrational Anthems (1996)
- Oui Avant-Garde a Chance (1997)
- The Answer Machine? (1997)
- Vintage Whine (1999)
- Folkémon (2000)
- A Semblance of Normality (2004)
- In the...All Together (2009)
- Forward to the Past (2017)